# Krematorium Berlin-Baumschulenweg

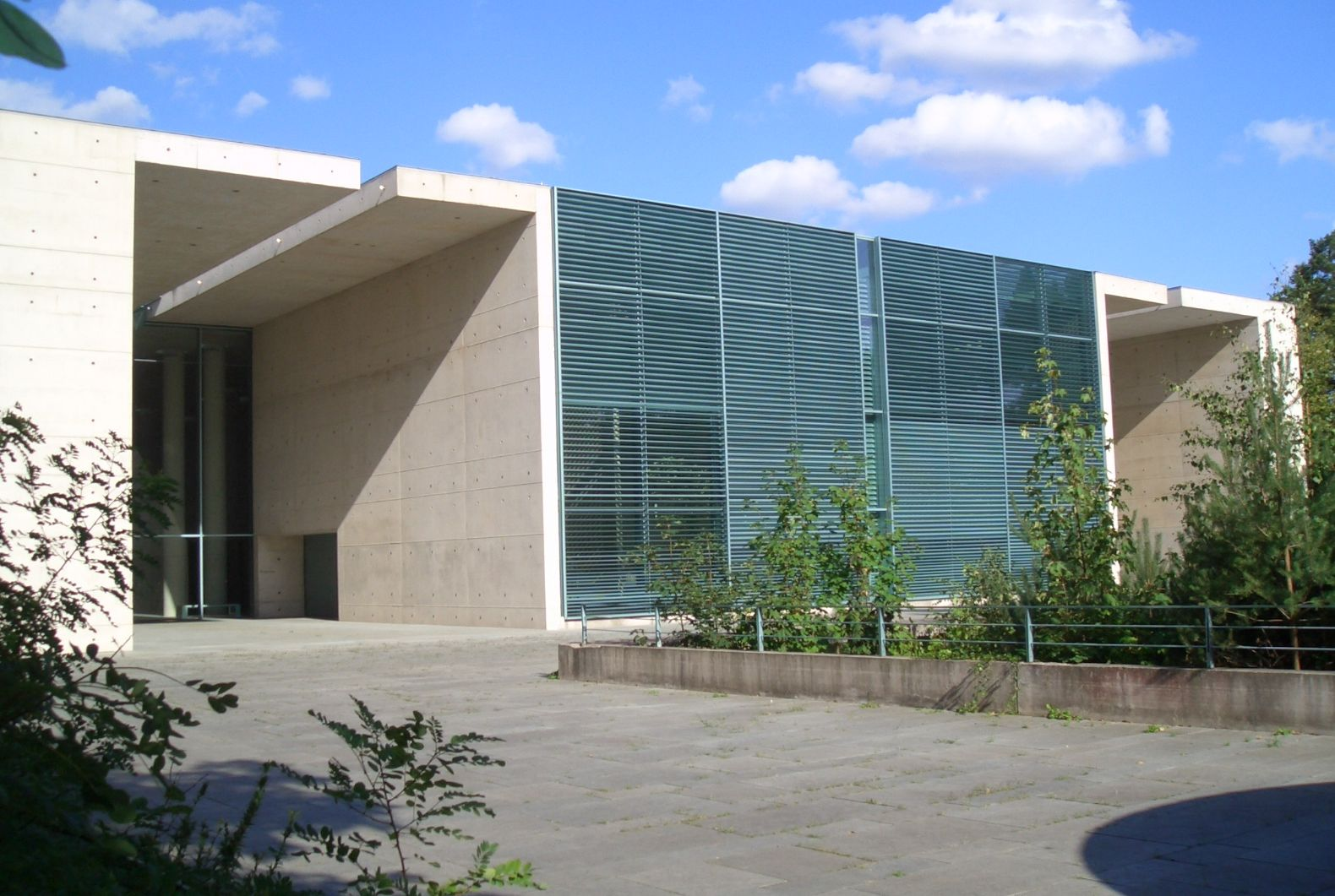
Krematorium Baumschulenweg, errichtet 1996–1999 nach Plänen von Axel Schultes und Charlotte Frank

Das Krematorium Berlin-Baumschulenweg ist eine Feuerbestattungsanlage mit Sakralgebäude auf dem 1911 eingeweihten „Alten Teil“ des Friedhofs Baumschulenweg im Berliner Bezirk Treptow-Köpenick. Das heutige Gebäude, errichtet 1996–1999 nach Plänen von Axel Schultes und Charlotte Frank, ist bereits das dritte Krematorium an dieser Stelle.

## Geschichte

### Erstes Krematorium 1913–1950
Nahezu zeitgleich mit der Eröffnung des Friedhofs Baumschulenweg wurde 1911 in Preußen die Feuerbestattung gesetzlich zugelassen. Die zuvor für den Bau des Friedhofs zuständigen Architekten Erich Bientz und Mathias Bardenheuer ergänzten daher den gerade fertiggestellten Friedhof um ein Krematorium, das in den Jahren 1912 bis 1913 als neoklassischer Zentralbau mit Kuppel errichtet wurde. Gartendirektor Ernst Harrich  entwarf einen Urnenhain, der südlich des Krematoriumsgebäudes angelegt wurde. Die Einweihung des als zentraler Blickfang in der Mitte des Friedhofsgeländes gelegenen Krematoriums Baumschulenweg erfolgte am 20. Juni 1913. Es war damals neben dem Krematorium Berlin-Wedding das zweite der Stadt.
In der Zeit von Juni 1940 bis August 1941 wurde das Krematorium Baumschulenweg auch zur Einäscherung von insgesamt 2.300 ermordeten Häftlingen aus den Konzentrationslagern Sachsenhausen und Dachau sowie von Opfern der sogenannten Aktion T4 genutzt. Die Leichen wurden dafür in Güterwaggons nach Berlin zur Verbrennung transportiert. Eine Gedenkstätte (siehe unten) erinnert auch an diese Opfer des Nationalsozialismus.
Zum Ende des Zweiten Weltkriegs wurde das Krematorium Baumschulenweg durch Kampfhandlungen beträchtlich beschädigt, konnte aber dennoch ab dem 10. Juni 1945 den Bestattungsbetrieb wieder aufnehmen.

### Zweites Krematorium 1952–1994
In den Jahren 1950–1952 erfolgte ein Neubau des Krematoriums. Anstelle des 1913 fertiggestellten neoklassischen Zentralbaus mit Kuppel entstand nun ein Rechteckbau mit Flachdach. Das heute noch vorhandene Torhaus des Friedhofes erinnert an die damalige Architektur. Danach gab es bis zum Ende der DDR kaum noch bauliche Erneuerungen.

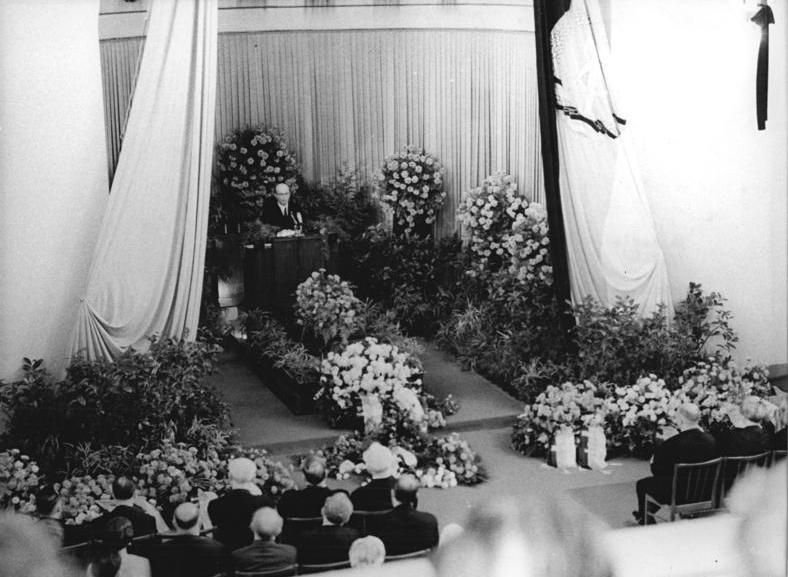
Trauerfeier für Otto Nagel im Krematorium Baumschulenweg (1967)

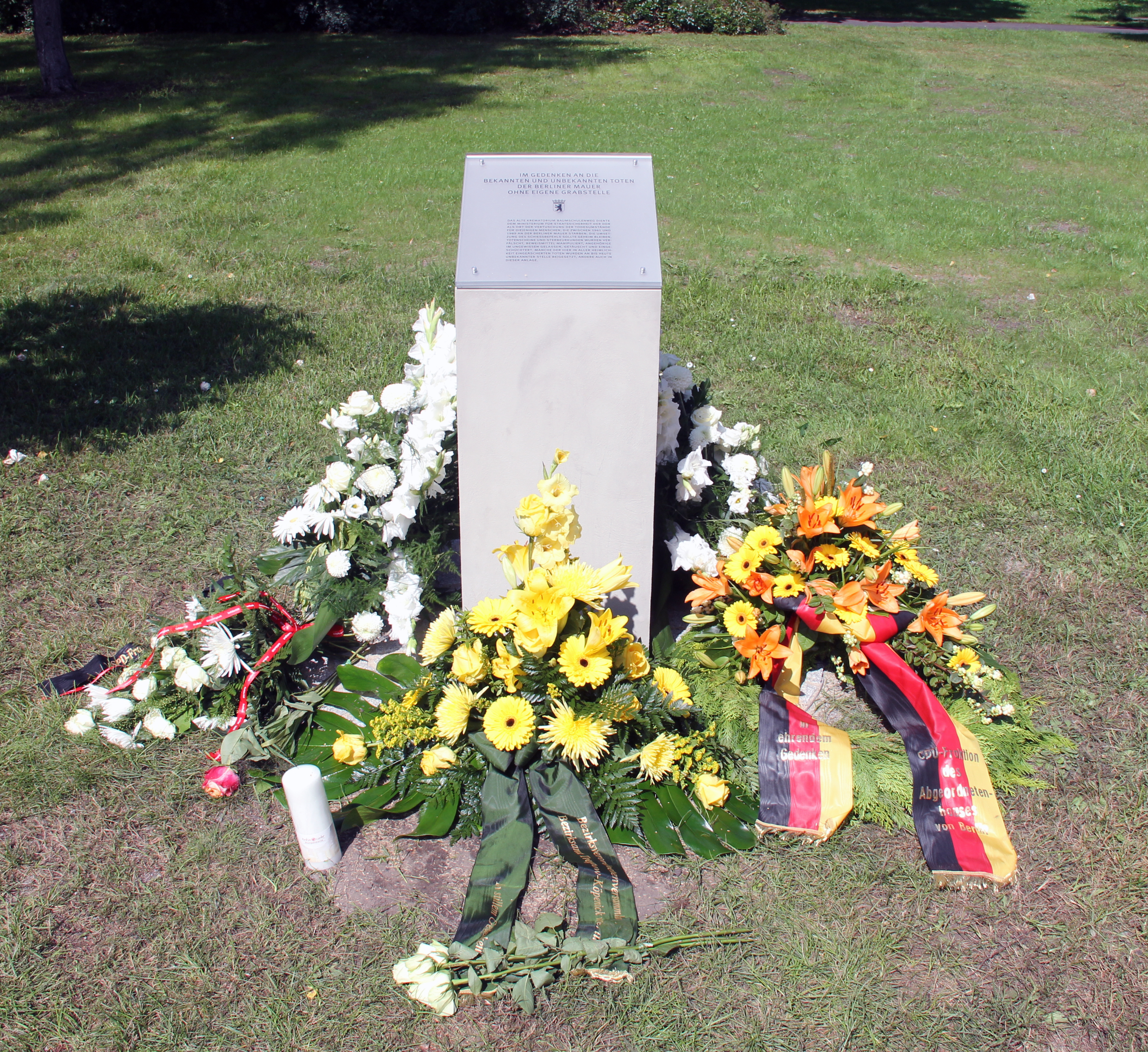
Gedenktafel für Opfer des DDR-Grenzregimes (2016)

Ab 1961 konnte das Krematorium Baumschulenweg wegen des Baus der Mauer von West-Berlin aus nicht mehr genutzt werden. Während es in West-Berlin die Krematorien Wedding (seit 1912), Wilmersdorf (seit 1922) und Ruhleben (seit 1975) gab,  war das Krematorium Baumschulenweg die einzige Feuerbestattungsanlage im Osten der Stadt.
1963 wurden auf dem Friedhof Baumschulenweg die Erdbestattungen eingestellt, was einerseits an der Nähe zum Wasserschutzgebiet und andererseits an einem Wechsel in der Bestattungskultur lag. Mit der Entwicklung einer eigenständigen Sepulkralkultur in der DDR ab Anfang der 1960er Jahre nahm der Anteil der Feuerbestattungen auch in Ost-Berlin rasant zu. Als einzige Feuerbestattungsanlage im Osten der Stadt stellte diese Situation das Krematorium Baumschulenweg vor besondere Herausforderungen. Hier wurden unter anderem fast sämtliche Personen eingeäschert, die im Auftrag der SED-Führung ein Ehrengrab auf dem Zentralfriedhof Friedrichsfelde (in der Gedenkstätte der Sozialisten oder der Gräberanlage Pergolenweg) erhielten. Auch die Staatsbegräbnisse von Wilhelm Pieck, Otto Grotewohl und Walter Ulbricht fanden im Krematorium Baumschulenweg statt.
Das Ministerium für Staatssicherheit nutzte das Krematorium Baumschulenweg während der deutschen Teilung, um Todesopfer an der Berliner Mauer unauffällig einäschern zu lassen. Dabei traten die Ministeriumsangehörigen meist als Volkspolizisten auf und verschleierten sowohl ihre eigene Identität als auch die der Toten. Unter den hier geheim verbrannten Personen war z. B. Klaus Garten, eine andere Person, deren Todesumstände durch Einäscherung im Krematorium Baumschulenweg verschleiert werden sollte, war z. B. Rudolf Berger. Seit August 2016 erinnert eine Gedenktafel an diese Opfer des DDR-Grenzregimes.
Nach dem Ende der DDR standen auch die West-Berliner Krematorien wieder zur Verfügung, allerdings wurde jenes in Wilmersdorf bereits 1990 und jenes in Wedding 2001 aufgegeben. Das Krematorium Baumschulenweg sollte zwar erhalten bleiben, die bestehende Anlage aus den 1950er Jahren aber sollte aufgrund von Baumängeln und veralteter technischer Ausrüstung abgerissen werden. 1992 schrieb das Land Berlin einen internationalen Architektenwettbewerb für den Neubau des Krematoriums auf dem Friedhof Baumschulenweg aus, den das Architektenbüro von Axel Schultes und Charlotte Frank gewann. Mitte 1994 wurde das Krematorium stillgelegt und anschließend bis 1995 abgerissen.

### Drittes Krematorium 1999–heute

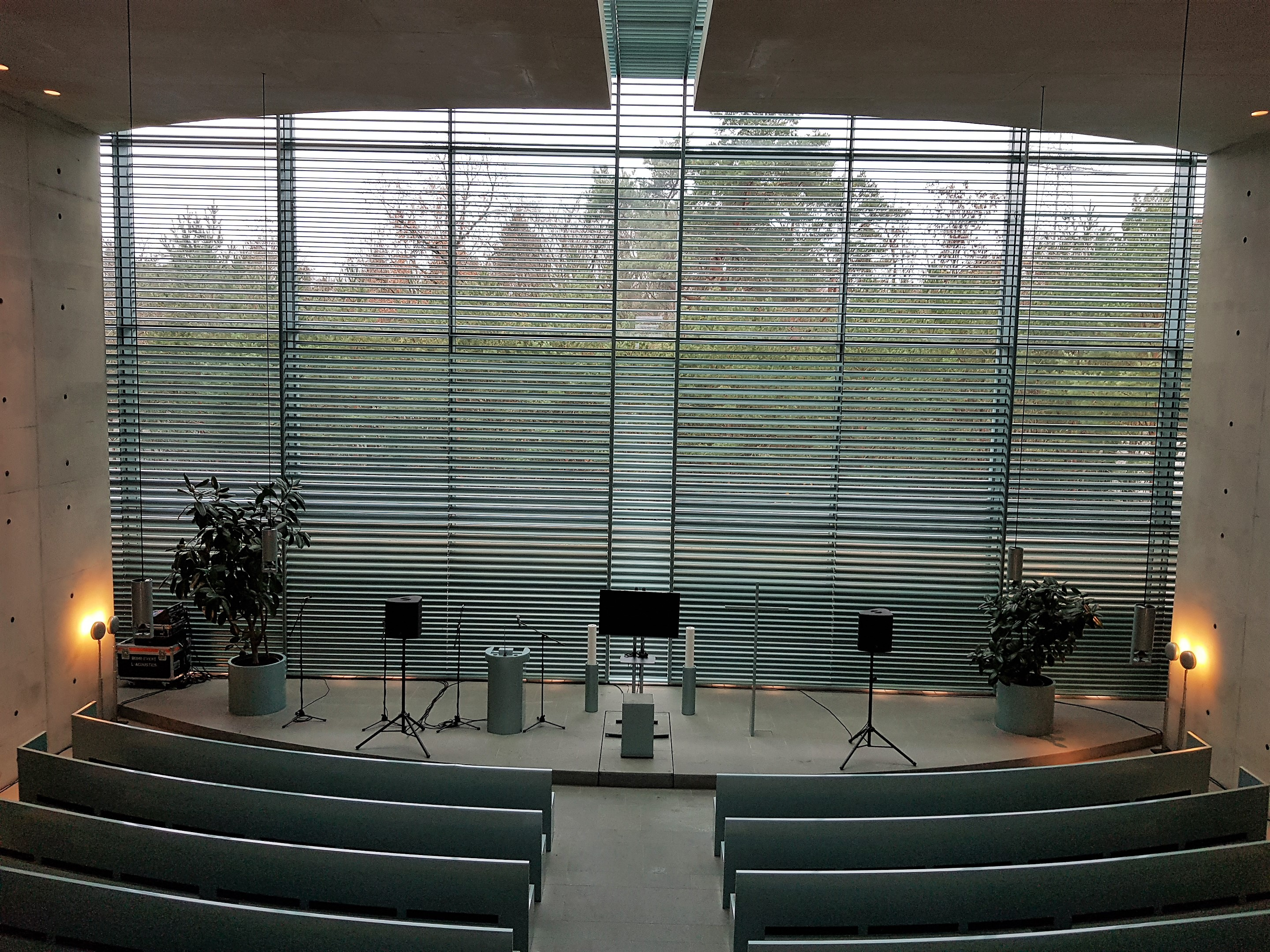
Feierhalle im 1996–1999 erbauten Krematorium

Die Grundsteinlegung für den Neubau des Krematoriums erfolgte am 6. August 1996. Die Betriebsaufnahme mit der ersten Trauerfeier erfolgte am 3. Mai 1999. Die Baukosten für die von der Baufirma Bilfinger Berger errichteten Anlage betrugen damals 60 Millionen DM. In der neuen Anlage können bis zu 13.000 Einäscherungen pro Jahr vorgenommen werden, drei verschieden große Feierhallen bieten Raum für 50 bis 250 Trauergäste. Das Krematorium Baumschulenweg galt damals als modernste Einäscherungsanlage in Europa.
Die Baukosten für das Krematorium wurden in Form einer Public Private Partnership von einer Leasingfirma aus Eschborn vorfinanziert. Der Senat ist seitdem in der Verantwortung, in den nächsten 30 Jahren jährlich fünf Millionen DM, d. h. in Summe 150 Millionen DM (umgerechnet rd. 75 Millionen Euro) zur Tilgung der Leasing-Raten an den Leasinggeber, die Firma VR Leasing aus Eschborn, aufzubringen, ehe das Krematorium in sein Eigentum übergeht.
In den ersten Jahren traten diverse Mängel am neuen Gebäude auf. So war das Dach undicht, und wegen Defekten an den Verbrennungsöfen musste die gesamte Anlage zeitweise stillgelegt werden.

## Heutiges Krematorium

### Architektur

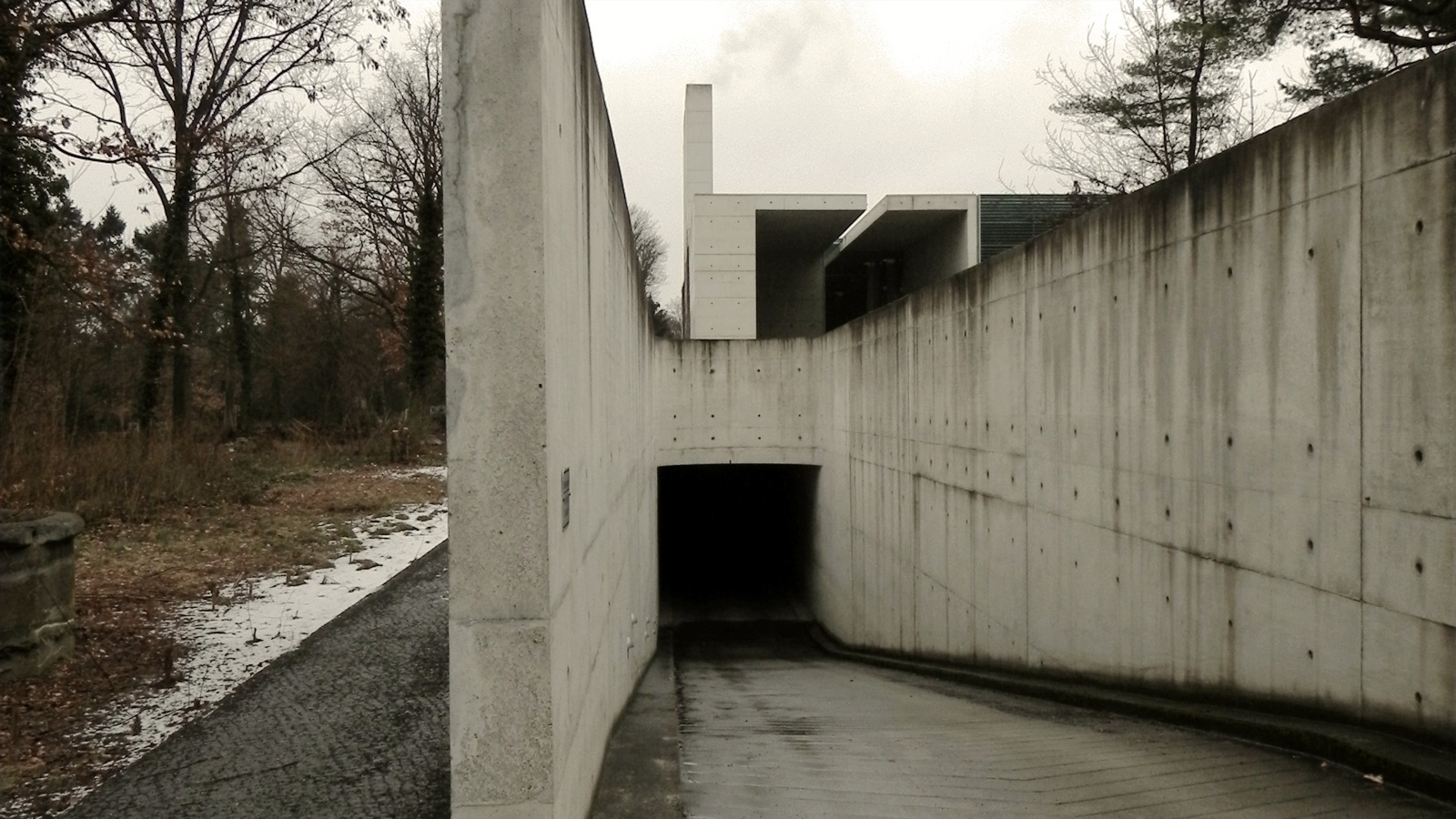
Rückseitige Kellerausfahrt des 1996–1999 erbauten Krematoriums

Das von Axel Schultes und Charlotte Frank  entworfene Gebäude besteht aus einem fugenlosen Quader mit den Abmessungen 48,96 × 67,20 Meter. Bei einer Gebäudehöhe von elf Metern wurden 4.058 m² Fläche bebaut, was einer Bruttogeschossfläche von 9.339 m² entspricht. Die Oberfläche besteht aus einer Sichtbeton-Fassade, die durch vorgelagerte und zurückgesetzte Räume durchbrochen wird. Die Fenster sind mit türkisgrauen Lamellen verkleidet. Diese verjüngen sich in ihrem Abstand nach oben hin und können verstellt werden. So kann zum einen der Lichteinfall gesteuert werden, zum anderen können die Trauerräume gegen Blicke von außen abgeschirmt werden. Der symmetrisch geformte Baukörper wird nur durch drei skulptural ausgeformte Schornsteine durchbrochen, die bündig an der Westseite angebracht sind und einen Hinweis auf die Funktion geben. Das Bauwerk wird in Fachkreisen zu den wichtigsten Sichtbetonbauwerken des 20. Jahrhunderts gezählt. Begründet wird dies u. a. durch die Verwendung von Hochofenzement der Güteklasse CEM II/B, durch die eine minimale Rissneigung erreicht werden konnte. Es wurde ein aufsteigend variables Höhenraster von 82 bis 105 cm genutzt, wodurch die großen Sichtbetonflächen den Eindruck „riesiger Gesteinsblöcke“ vermitteln. Neben der glatten Betonoberfläche sollte die Wandschalung in der Deckenschalung ohne Plattenstöße fortgeführt werden. Die Rödellöcher sind in der Haupthalle offen, während sie in den Trauerhallen bis zu einer Höhe von rund drei Metern verschlossen wurden.

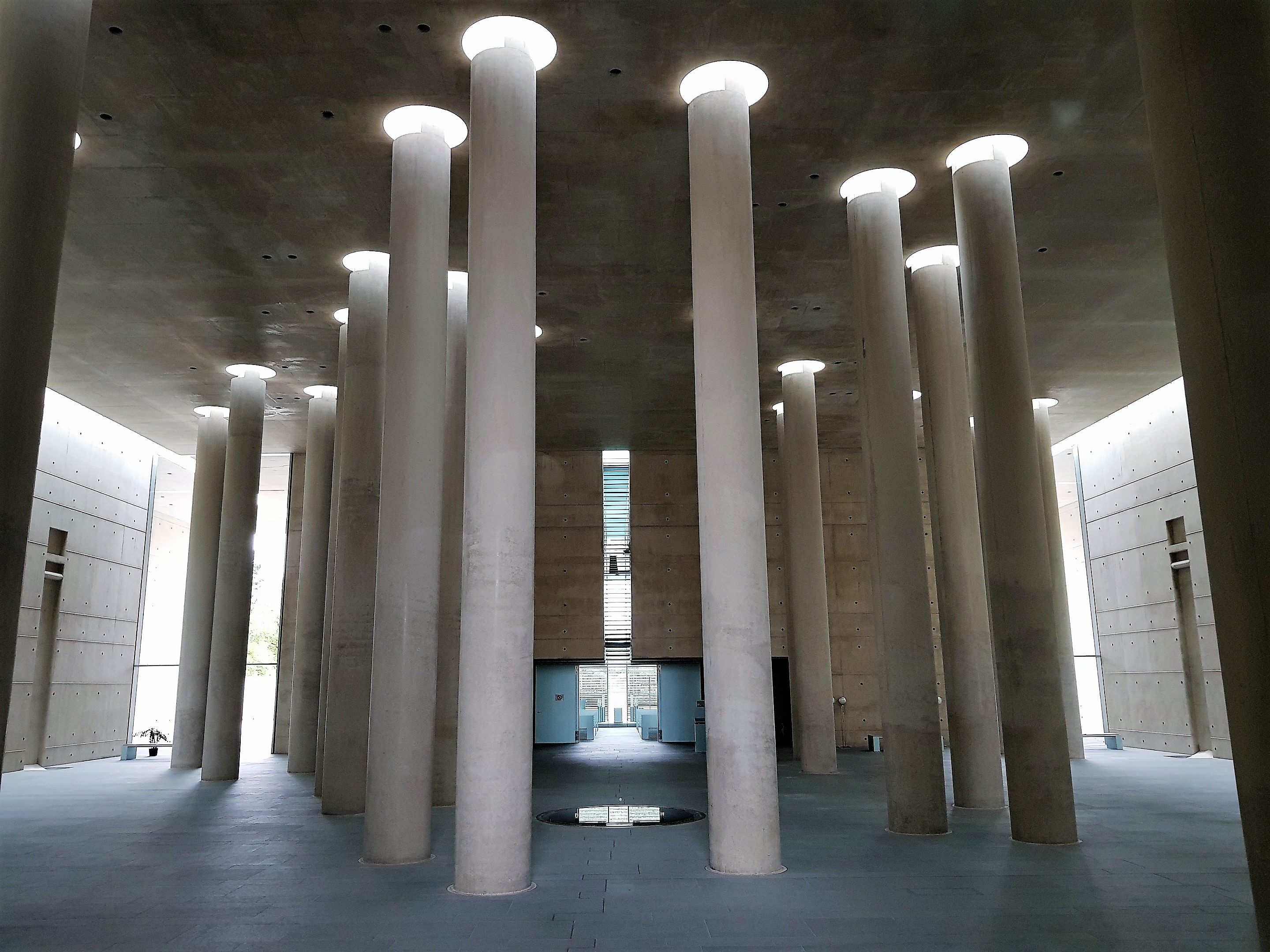
Säulenhalle des 1996–1999 erbauten Krematoriums

Der Innenraum auf quadratischem Grundriss wird durch 29 Säulen dominiert, die mit schmalen Kragarmen ausgestattet sind. Die aquamarinfarbenen Betonsäulen sind teilweise in Gruppen angeordnet, teilweise einzeln aufgestellt und erinnern durch ihre Lichtkapitelle sowohl an einen römischen Tempel als auch an einen Sternenhimmel (campo stella). Teilweise wird sogar der Vergleich zum ägyptischen Karnak-Tempel oder der Moschee von Córdoba gezogen. Die Verbindung zwischen der Stütze und der Decke wird durch einen schmalen Anschluss in der Deckenebene hergestellt. Die Säulen schaffen durch ihre unregelmäßige Position in der Halle zusätzliche virtuelle Räume, in die sich die Trauernden zurückziehen können. Im Gegensatz zu anderen Krematorien ermöglicht die Halle daher einen individuellen Rückzug. Dies wird auch dadurch unterstrichen, dass es keinen zentralen Eingang gibt, sondern die Halle über mehrere Türen an unterschiedlichen Seiten des Gebäudes betreten bzw. wieder verlassen werden kann.
In der Mitte der Halle befindet sich ein kleines Wasserbecken, über dem ein Marmor-Ei schwebt. Dies soll Tod und Wiedergeburt symbolisieren. In die Wände sind 13 symbolische Türen eingelassen, die teilweise mit Sand aufgeschüttet sind und so an die Ewigkeit erinnern sollen. In anderen Quellen wird der Eindruck einer antiken Grabkammer geschildert. Wandschmuck oder Ornamente sind nicht vorhanden, lediglich eine spartanische Möblierung in der türkisgrauen Farbe porschegrün. Zur Formensprache befragt, sagte Schultes:

„Es galt einen Ort herzustellen, der das Vergängliche und das Endgültige ausbalanciert, das Schwere deutlich und Erleichterung möglich macht.“

Die Halle dient auch als Zugang zu drei Räumen, die für Trauerfeiern zur Verfügung stehen. Der Lichteinfall ist dabei so gestaltet, dass sich die Trauergemeinde im eher abgedunkelten Teil des Gebäudes befindet, während die Urne im erleuchteten Bereich platziert werden kann. Die Leiterin des Krematoriums Sylvia Wachholz beschreibt es mit den Worten: „Das Dunkle, das Morbide – das findet sich hier nicht.“.
Die Säulenhalle weist eine besondere Akustik auf, die einen langen Nachhall von acht Sekunden ermöglicht. Die Bauakustik wurde vom Berliner Akustik Ingenieurbüro Moll gestaltet und erlaubt es, Konzerte vornehmlich in der Osterzeit, aber auch zum Totensonntag abzuhalten.
Schultes und Frank erhielten für ihren Entwurf im Jahr 1999 den Architekturpreis Beton. Die Jury lobte dabei unter anderem die „Vermischung von seelenvollem Pathos und funktionaler Flexibilität“ eines Gebäudes, in dem der „Beton gleichsam zum Leuchten gebracht wird.“

### Technik

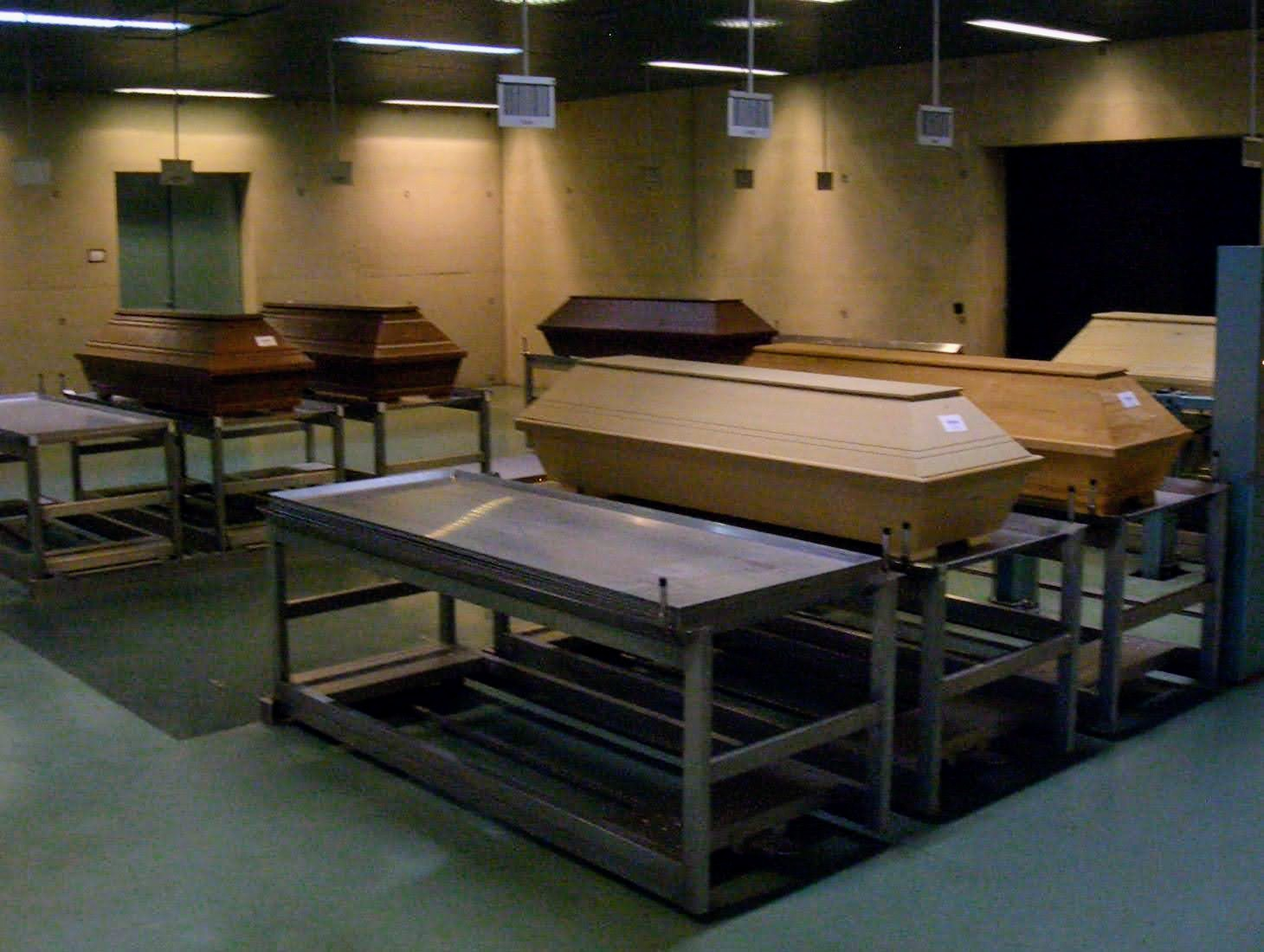
Keller des Krematoriums

Das Krematorium verfügt in zwei Untergeschossen über ein Kühllager für 628 Särge sowie ein Sonderkühllager für die Gerichtsmedizin mit 24 Plätzen. Die Särge werden nach der Anlieferung (über die Südostallee) elektronisch erfasst und mit einem Strichcode versehen. Zusätzlich wird ein feuerfester Stein mit einer individuellen Nummer dem Sarg hinzugefügt. Damit kann die Asche nach der Kremation der Leiche eindeutig zugewiesen werden.
Die Einäscherungsanlage besteht aus insgesamt drei Etagen-Kremationsöfen, die in einem Dreischicht-Betrieb an fünf Tagen in der Woche genutzt werden kann. Durch drehbare Stahlplatten können bis zu drei Särge gleichzeitig verbrannt werden, ohne dass es zu einer Vermengung der Gebeine kommt. So sind bis zu 10.000 Einäscherungen pro Jahr möglich. Der Verbrennungsvorgang erfolgt weitgehend automatisch; so wird beispielsweise der Sarg durch ein über Induktionsschleifen gesteuertes Hubgerät per Knopfdruck zum Ofen transportiert. Die Öfen sind mit einer Rauchgasnachbrennkammer ausgestattet, in der Rauchgase durchmischt werden, um sie anschließend mit einem Nachbrenner bei mindestens 850 °C zu verbrennen. Hierdurch wird eine Schadstoffbelastung für die Umwelt vermindert.  Drei weitere Öfen sind vorbereitet, aber noch nicht mit Schamott verkleidet.
Die Kellerräume wurden mit denselben architektonischen Mitteln gestaltet: Sichtbeton mit offenen Schalungsankern sowie türkisgraue Geländer, Türen und Fensterrahmen. Damit besteht kein Unterschied zwischen der funktionalen Kremation im Keller und der Architektur und Trauer im Obergeschoss.

### Nutzung für Kultur
- Seit 2001 nutzt das Musikensemble ars gregoriana Berlin die Halle des Krematoriums Baumschulenweg für Konzerte. Dabei übt das Zusammenspiel von Architektur und zumeist sakraler Musik einen besonderen Reiz auf die Zuhörer aus.
- Die Halle des Krematoriums Baumschulenweg diente im Jahr 2005 als Kulisse für den US-amerikanischen Science-Fiction-Film Æon Flux[27] und wurde dabei als Sitzungssaal einer Regierung dargestellt.[28]